# Salix appendiculata
Salix appendiculata är en videväxtart som beskrevs av Dominique Villars. Salix appendiculata ingår i släktet viden, och familjen videväxter. Inga underarter finns listade i Catalogue of Life.

## Bildgalleri

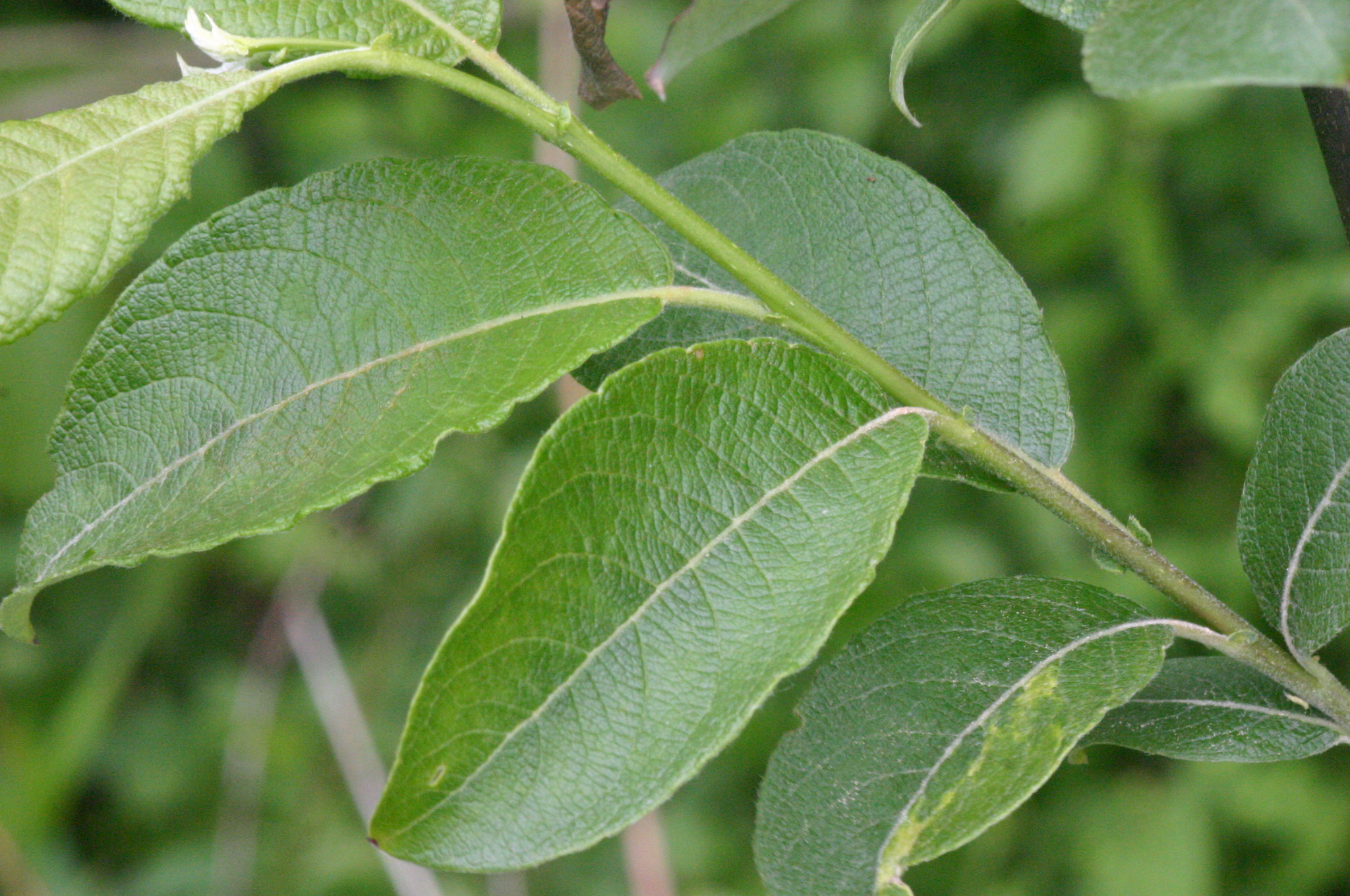
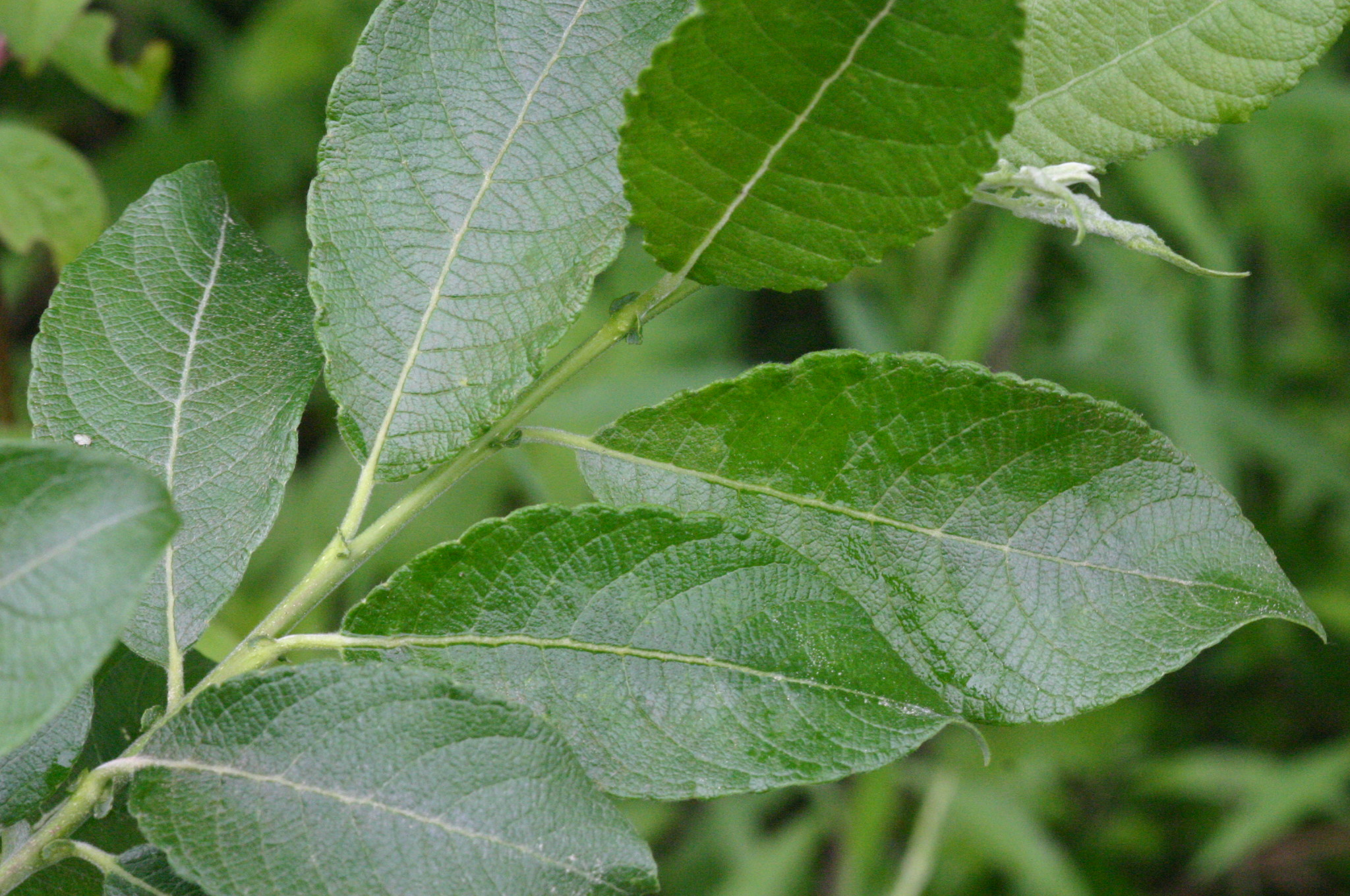
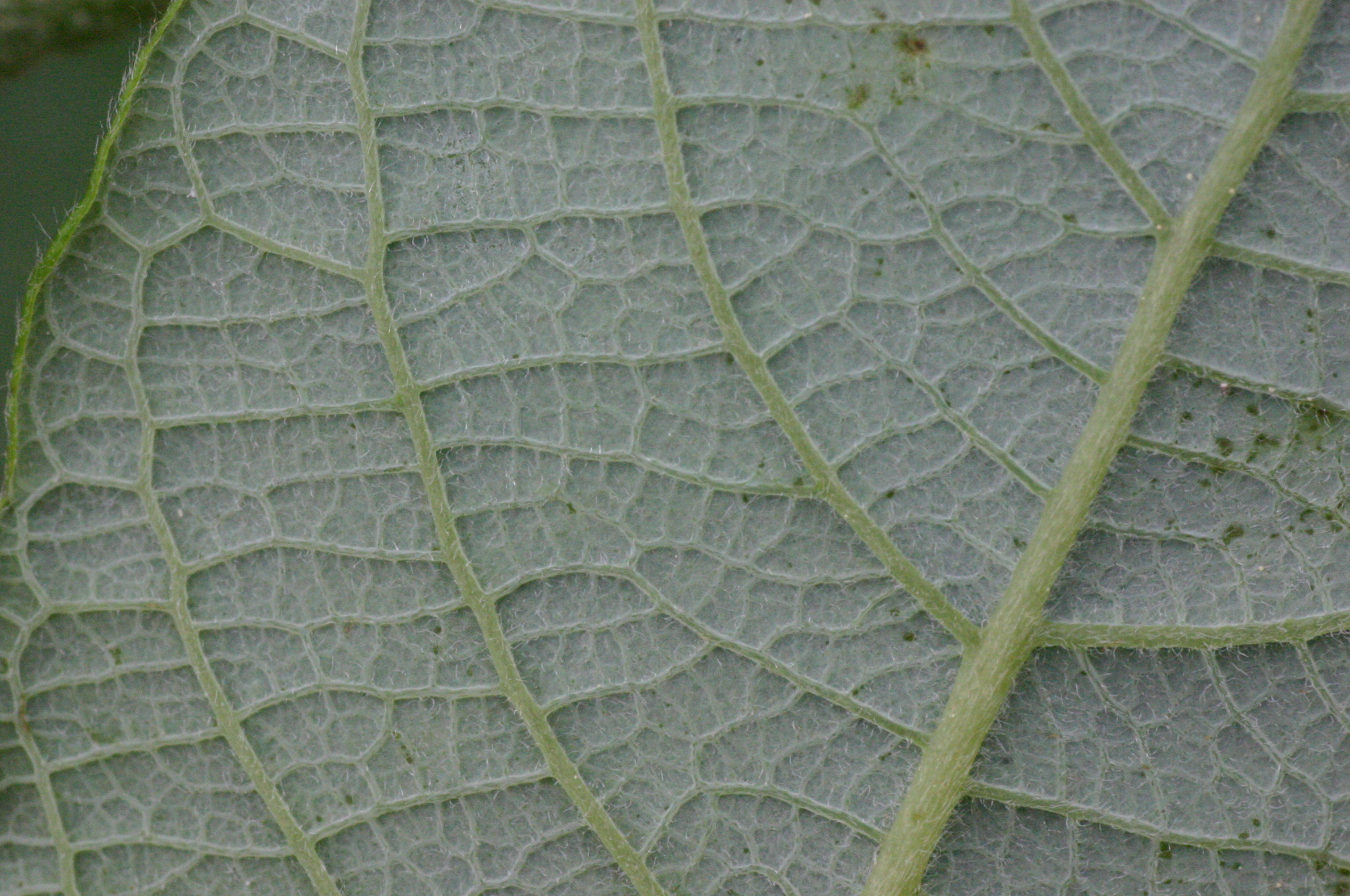
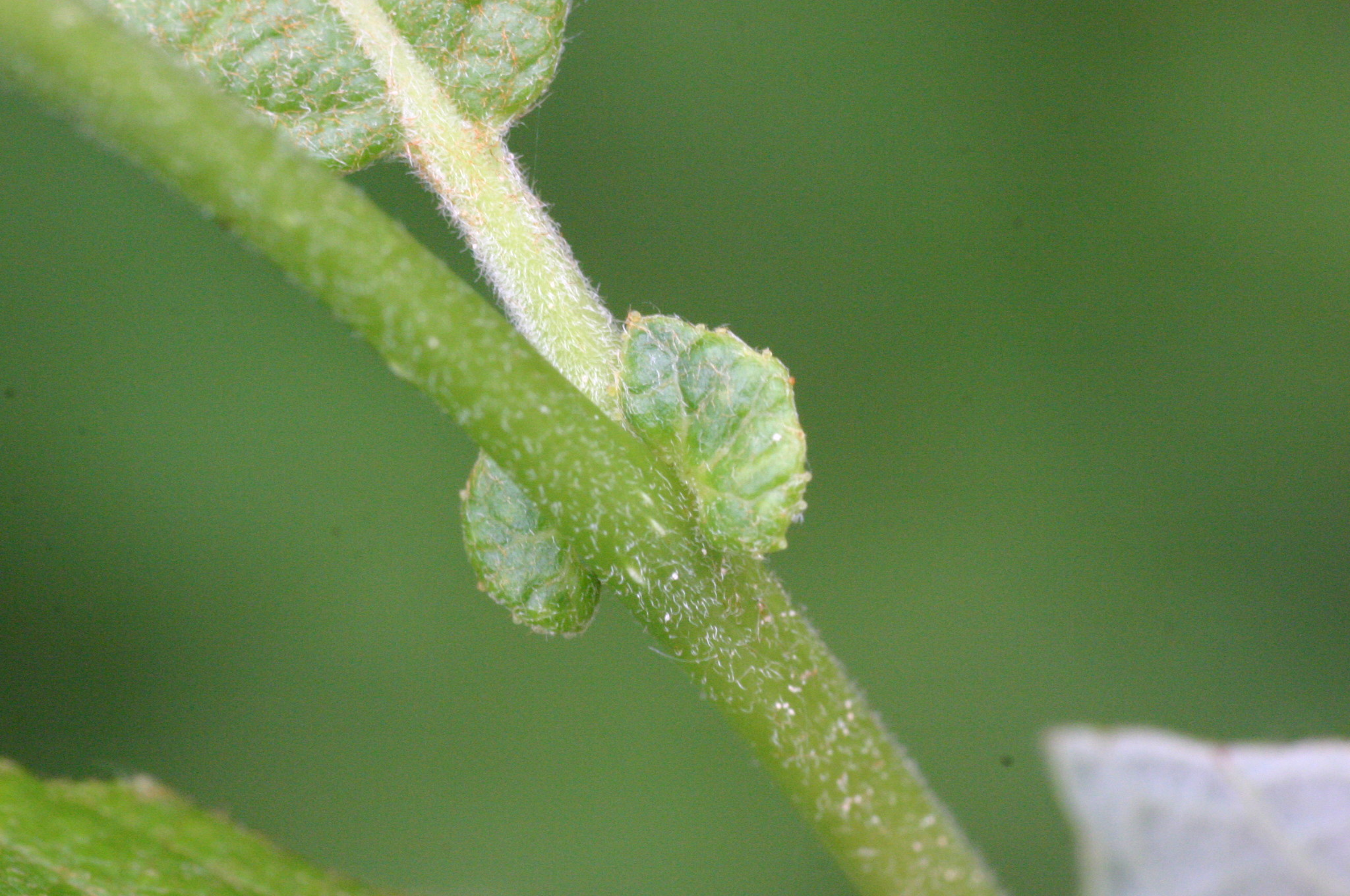
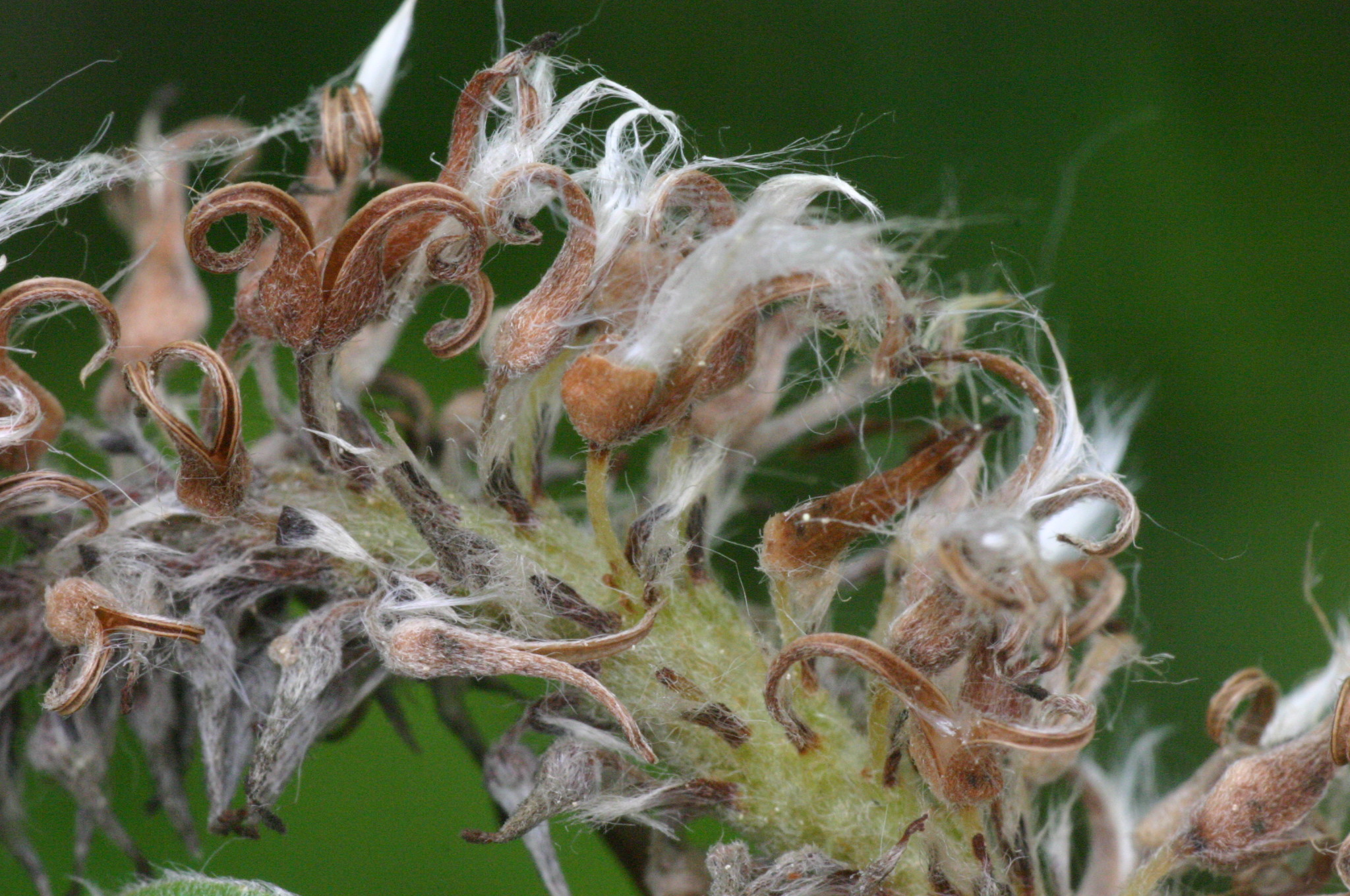
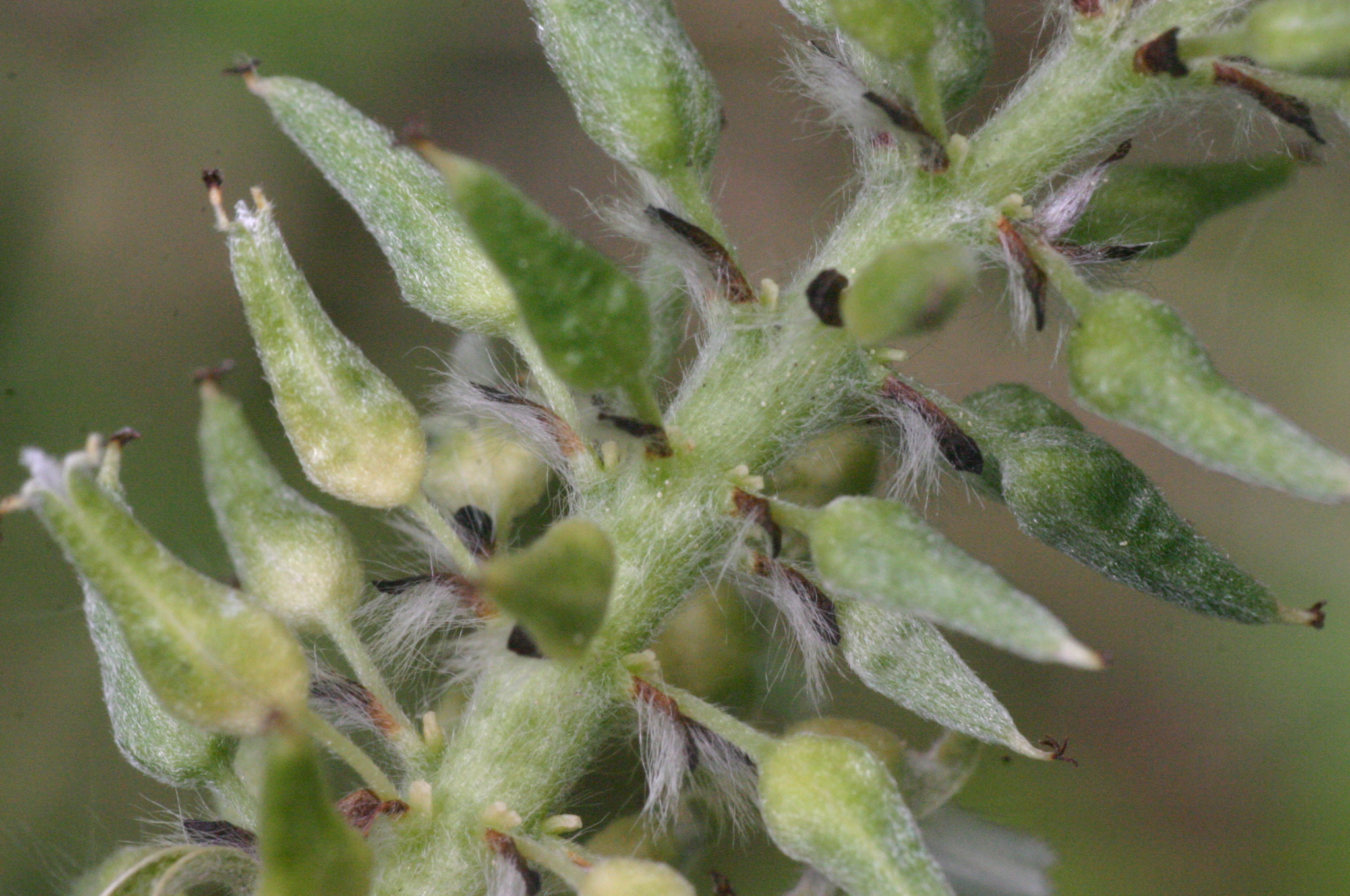